# スチャラカ社員
『スチャラカ社員』（すちゃらかしゃいん）は1961年4月2日から1967年4月30日まで、TBS系列で放送した朝日放送 制作のバラエティ番組である。小野薬品一社提供。放送時間は毎週日曜12:15 - 12:45 （日本標準時） 。1966年、映画版を制作・公開した。

## 概要
演出は澤田隆治が、脚本は香川登志緒が担当した。
｢海山物産｣の大阪支店を舞台に女性社長と支店長、無気力な中年社員に若手社員が繰り広げる騒動を描く高度経済成長時代のサラリーマン コメディである。舞台は会社の一室で、公開録画（原則として月曜日の昼休みの時間帯にABCホール（初代）で行われた）ゆえに場面転換はなく、出演者の話芸で展開した。
澤田の著書によると、1961年頃の上方コメディは人気番組の相次ぐ終了によって低調な状態となり、それを打破する為に香川と共に企画したのが『スチャラカ社員』であった。
当時のABC日曜12時台は『びっくり捕物帖』以来、中田ダイマル・ラケット（ダイラケ）の枠として定着。当番組もダイラケの続投が前提とされた。そこでダイラケが以前出演したラジオ番組をテレビ向けにリメイクする話となり、最初『お笑い街頭録音』が候補に挙げられたが「『お笑い街頭録音』は収録後の編集で面白さを出す番組だが、（当時の）テレビではそのような編集は困難」として却下される。そこで次善の策として、サラリーマンものの『スカタン社員』をリメイクする話になり、番組タイトルは「アチャラカのもっと上を行く」という志から『スチャラカ社員』となった。
当時の人気上方コメディアンを揃えレギュラー出演させると共に、レギュラー出演が出来ないコメディアンについてはゲスト出演させた。香川の台本の密度の濃さと澤田の厳しい演出でベテランのコメディアンにも容赦なく真剣勝負を要求したが、それに出演者が応えることによって、6年間の長きに渡って続く人気番組となった。
舞台が「海山物産」の大阪支店となったのは、社長役のミヤコ蝶々が既に東京の仕事が多く毎週出演出来ない事を考慮して、社長不在でも番組を展開できる様にする為と言われている。当初の計画ではミヤコ蝶々は「ダイラケと共演させるにはあまりに大物過ぎる」としてキャスティングしていなかったが、当番組の提供スポンサーである小野薬品の専務取締役が蝶々の起用を強く希望。蝶々を直々に口説いて、社長役での出演を承諾させたというエピソードが残っている。蝶々の相方の南都雄二が出演したが持病の糖尿病の影響で、喫茶店のマスター役で準レギュラーとして出演した。
『ダイハツコメディ』シリーズと掛け持ちしていた横山エンタツは芸能生活の晩年を迎えており、テレビ番組のレギュラー出演は当番組が最後となった。
俳優の藤純子（現在：富司純子）の実質的なデビュー作で、長門勇や白木みのるの出世作である。白木は裏番組の『うめだ花月中継』（毎日放送）に出演中は当番組には出演できないとされた為、出演は限定的なものとなっている。
1966年、前田陽一監督で松竹で映画化した。同時期は香川と澤田が制作スタッフとして参加したABCのバラエティ番組『てなもんや三度笠』の劇場版『てなもんや東海道』（東宝・宝塚映画・渡辺プロ作品。監督：松林宗恵）を公開した。

## 出演者
- 海山物産 社長：ミヤコ蝶々 - 男勝りのやり手社長で、結婚に憧れている面がある。
- 支店長：横山エンタツ
- 社員：中田ダイマル・ラケット - 珍騒動を毎回巻き起こす きっかけを作り、周囲を慌てさせる。
- 課長：長門勇 - 長門の出身地の方言 岡山弁を話す。「おえりゃせんのう」「テッテ的（徹底的）にやってやる」が口癖。
- 社員：人見きよし - 「本当 ちい〜とも知らなかったわ」が口癖。
- 社員：笑福亭松之助 - 松之助は1961年の番組開始後に吉本興業から松竹芸能に移籍した為、吉本興業から「松之助を起用し続けるのなら白木みのるは降板させる」と強硬な申し入れがあったという。スタッフの協議の結果、白木の続投を優先させて、松之助は短期間で降板した[6]。
- 社員：藤田まこと - 女性事務員を口説きたがる。長谷百合に対しては「はせくぅーん」と、藤純子に対しては「ふじくぅーん」と鼻に掛かった声で呼んでいた。
- 社員：川上のぼる
- 少年給仕：白木みのる
- 事務員（初代）：長谷百合
- 事務員（2代目）：藤純子（現在：富司純子）
- 事務員（3代目）：東山明美
- 事務員（4代目）：西川ヘレン
- 喫茶店のマスター：南都雄二 - 準レギュラー。
- 古今亭志ん朝

## スタッフ
- 脚本：香川登志緒
- 演出：澤田隆治
- タイトル：川串誠

参考：澤田隆治著『笑いをつくる』

## 番組の終了

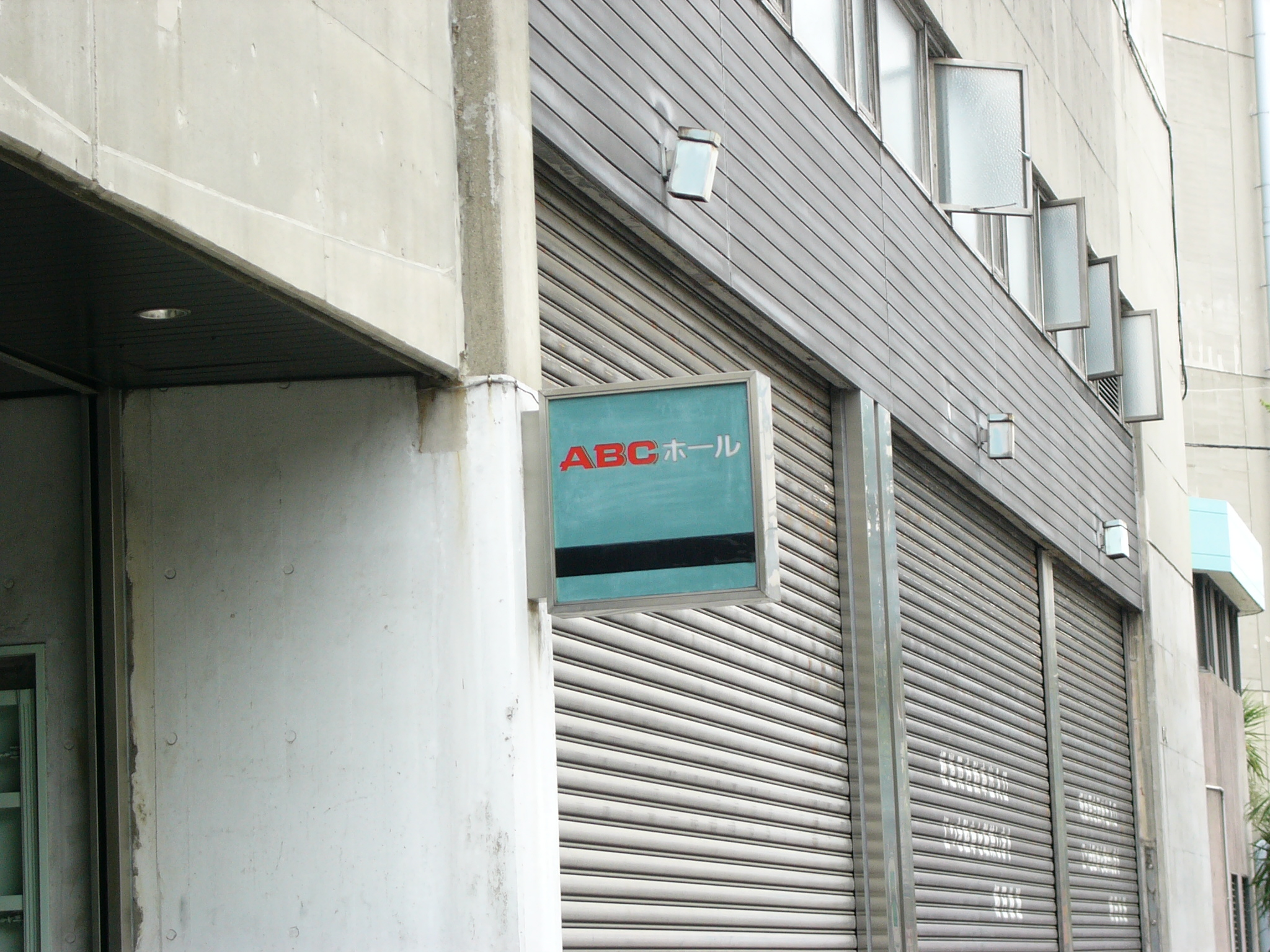
番組末期に公開収録の会場として使用されたABCホール（2代目。写真は2008年のもの）

舞台セットに多額の製作費を掛けることができた『てなもんや三度笠』と違い、当番組のセットは場面転換の無い1パイだけ、前日からのリハーサルは無しと出演者に負担を掛ける収録であった。
1966年6月、ABCのテレビ部門の社屋が大阪・堂島の旧大阪テレビ本社から大淀に新築されたABCセンターへ移転したのが番組にとっての転機となった。
ABCセンターへの移転に合わせて、大阪・中之島の新朝日ビルディングにあったABC本社・ラジオ部門・ABCホールを集約。これに伴い、当番組の公開録画は『SABホール』と改称された（初代）ABCホールから新本社内の（2代目）ABCホールに移転。この影響で平日昼休みのサラリーマン客が公開録画に来にくくなった。
新たな客層として中高年層を掴み、裏番組の『サモン日曜お笑い劇場』（MBS）に流れていた視聴者を取り戻す為、澤田は香川に番組で使うネタの変更とギャグの為に脚本の中身を変えることを要求した。香川は自らが目指す喜劇のスタイルに相反するとして降板。香川が降板したことで当番組の継続は不可能となり、1967年（昭和42年）4月末に6年1か月の歴史に幕を降ろすこととなった。

## 映画版
松竹の制作で、1966年8月13日に公開された。香川登志緒が原作。澤田隆治、若井基成と監督の前田陽一がそれを脚色する形で制作した。本作では舞台となる企業名がテレビ版とは異なり「都田物産」である。
番組レギュラー陣の他は夢路いとし・喜味こいし、かしまし娘、若井はんじ・けんじといった関西の漫才師に加え、藤岡弘（現在：藤岡弘、）や歌手の都はるみがゲスト出演した。一方で、横山エンタツと白木みのるは出演していない。吉本興業の所属だったルーキー新一が都田物産の社員として出演した。

### スタッフ
- 製作：杉崎重美
- 企画：勝忠男
- 脚色：若井基成・前田陽一・澤田隆治
- 監督：前田陽一
- 撮影：竹村博
- 音楽：萩原哲晶
- 美術：今保太郎
- 照明：佐野武治
- 録音：田中俊夫
- スチール：金田正
- 編集：太田和夫